# Alv Erlingsson l'Ancien
Pour les articles homonymes, voir Alv Erlingsson.
Alv Erlingsson av Tornberg (né vers 1190 – mort vers 1240) était un puissant agriculteur de Ringerike.  Il était lendmann et marié à Ingeborg Bårdsdatter av Rein, sœur de Skúli Bárdarson. Selon les sagas, Alv habitait la grande ferme nommée Tornberg, qui aujourd'hui est connue sous le nom Tanberg à Norderhov.
De 1220 à 1231, Alv était gouverneur de Søndmør à Borgund pour le duc Skúli.
Lorsque Skúli se fit proclamer roi à l'assemblée de Øyrating en 1239, Alv est l'un de ses plus proches fidèles. Skúli meurt en juin 1240 au monastère d'Elgester, Alv dont il n'est plus question dans les sagas après cet épisode est vraisemblablement mort peu de temps plus tard.
Alv eut un fils, Erling Alvsson, et un petit fils qui porte le même nom que lui : Alv Erlingsson (le jeune) qui fut jarl.